# John D. Loudermilk
John D. Loudermilk (* 31. März 1934 in Durham, North Carolina; † 21. September 2016 in Christiana, Rutherford County, Tennessee) war ein US-amerikanischer Country-Sänger und Songwriter. Zahlreiche große Hits der Country- und Popmusik stammen aus seiner Feder.

## Anfänge

John D. Loudermilk (alias Johnny Dee) – Sittin’ in the Balcony

John Dee Loudermilk (junior), ein jüngerer Cousin der Louvin Brothers (Ira und Charlie Loudermilk), begann seine musikalische Laufbahn bei einer Band der Heilsarmee, wo er Trompete, Posaune und Saxophon spielen lernte. 1945 trat er erstmals im Radio auf, ein Jahr später gewann er einen Talentwettbewerb, der von Tex Ritter geleitet wurde. Bei einem lokalen Fernsehsender arbeitete er als Bühnenhelfer und gleichzeitig als Musiker im Haus-Orchester. 1955 schrieb er den sentimentalen Song A Rose and a Baby Ruth über einen Jungen, der seinem Mädchen nur eine Rose und einen Schokoriegel (Marke Baby Ruth) schenken konnte. Im Oktober 1956 übernahm widerwillig George Hamilton IV. den Song und machte ihn mit vier Millionen verkauften Exemplaren zum Millionenseller.
Dieser enorme Anfangserfolg ermutigte den Multiinstrumentalisten Loudermilk, bei dem kleinen Label Colonial Records unter dem Pseudonym Johnny Dee (die Anfangsinitialen seines richtigen Namens) selbst Platten aufzunehmen. Im Februar 1957 entstand Sittin’ in the Balcony, das auch sogleich im März 1957 die Pop-Charts erreichte und dort bis auf Rang 38 stieg. Eine Woche später brachte Eddie Cochran seine Version auf den Markt und schaffte als höchste Notiz mit seiner Coverversion Rang 18 der Charts. Loudermilk hatte sich nun zu entscheiden zwischen einer eigenen Karriere als Singer-Songwriter oder als bloßer Komponist für andere Interpreten. Nach einem fehlgeschlagenen Auftritt im Jahre 1957 verließ er die Bühne mit seiner Gitarre in dem Bewusstsein, ab sofort nur noch Songwriter zu sein.

## Karriere
Durch den Anfangserfolg als Komponist ermutigt, begann Loudermilk, weitere Songs zu schreiben. Am 29. September 1958 nahm der gerade zu RCA-Records gewechselte Roy Orbison die Loudermilk-Komposition I’ll Never Tell auf, das dem stilistisch noch desorientierten Orbison jedoch nicht weiterhalf. Im Mai 1959 schrieb Loudermilk für Stonewall Jackson Waterloo, das Platz eins der Country-Charts erreichte und zum Millionenseller wurde; es war mit einem Platz vier der Popcharts Loudermilks bisher beste Platzierung. Der Song nutzt in einer cleveren Analogie militärische Begriffe für die Schilderung einer Liebesaffäre. Daraufhin nahm ihn der Nashviller Musikverlag Cedarwood Music schließlich unter Vertrag. Die starke Orientierung zur Country-Musik kommt auch bei Amigo’s Guitar zum Ausdruck, als Kitty Wells im August 1958 damit Platz fünf der Country-Charts erreichte. Zur gleichen Zeit brachte der von den Cherokee abstammende Marvin Rainwater den Song Half Breed (‚Halbblut‘) durch überzeugenden Vortrag bis Platz 16 der Country-Charts. Wiederum Marvin Rainwater nahm dann am 9. Dezember 1959 einen von John D. Loudermilk komponierten Song mit dem Titel The Pale Faced Indian (‚Der bleichgesichtige Indianer‘) auf, der im Januar 1960 auf den Markt kam. Hierbei handelt es sich um die Originalaufnahme vom später in Indian Reservation umtitulierten sozialkritischen Klagelied über das Schicksal der Indianer. Die Zeit hierfür schien noch nicht reif zu sein, und deshalb blieb der Song zunächst ohne Resonanz.
Loudermilk wechselte im Jahre 1961 zum renommierten Acuff-Rose-Music-Verlag. Im gleichen Jahr unterschrieb er bei RCA Victor einen Schallplattenvertrag. Seine erste Single dort, Language of Love, erreichte Platz 32 der US-Charts. Das blieb seine höchste Platzierung, denn seine eigenen Singles verkauften sich weiterhin nicht besonders gut. Umso erfolgreicher waren nach wie vor andere Interpreten mit seinen Songs. Die Everly Brothers konnten sich mit dem umstrittenen, melodramatischen Todessong Ebony Eyes (B-Seite von Walk Right Back) im Januar 1961 bis auf Rang acht der Popcharts hocharbeiten.
Beinahe eine ganze Plattenkarriere wurde dann auf Songmaterial von Loudermilk aufgebaut. Sue Thompson sang zunächst den Millionenseller Sad Movies (Make Me Cry) (August 1961, Rang 5 der Popcharts), bevor ihr mit Norman der kommerzielle Durchbruch im November 1961 gelang (Rang drei). Spätere Titel wie James (Hold the Ladder Steady) (September 1962) oder Paper Tiger (Januar 1965) konnten die Anfangserfolge jedoch nicht mehr zementieren.
Neben dem umstrittenen Todessong Ebony Eyes hatte Loudermilk weitere erfolgreiche B-Seiten verfasst, darunter Heaven Fell Last Night (B-Seite von The Browns’ The Three Bells; Juli 1959), Weep No More My Baby (von Brenda Lees Hit Sweet Nothin’s; Dezember 1959) oder Stayin’ In (Bobby Vees More Than I Can Say; Februar 1961). Weniger erfolgreich waren All of This for Sally (Mark Dinning), The Guitar Player (Him And Her) für Jimmy Justice oder To Hell with Love (Adam Faith). Er adaptierte die von Bob Gibson stammende Komposition Abilene zu einem Country-Song für George Hamilton IV., die im Juni 1963 in die Charts kam und sich zu einem Country-Standard entwickelte.

Eddy Arnold – Then You Can Tell Me Goodbye

Andere Country-Hits aus seiner Feder waren Talk Back Trembling Lips (Ernest Ashworth hatte hiermit eine Country-Nr. 1 im Juni 1963, und Johnny Tillotson im November 1963), Bad News (Johnny Cash, Juli 1964 und Boxcar Willie, Mai 1982), Break My Mind (George Hamilton IV., Juli 1967) oder You’re Ruinin’ My Life (Hank Williams Jr.). Er verfasste auch Songs für Bob Luman, darunter The File (Juli 1964). Glen Campbell verhalf er mit I Wanna Live zu seinem ersten Nummer-eins-Country-Hit im April 1968. Eddy Arnold hatte einen Nummer-eins-Country-Hit mit Then You Can Tell Me Goodbye nach Veröffentlichung im September 1968. Allein Sue Thompson und George Hamilton IV. haben beide je mehr als 20 Loudermilk-Titel aufgenommen. Vom sozialkritischen Tobacco Road gibt es angeblich zwischen 150 und 200 Versionen. Gus Backus, zwar Amerikaner, der aber hauptsächlich in Deutschland wirkte, sowie andere ausländische Künstler verwendeten Material von John D. Loudermilk, wie beispielsweise Drafi Deutscher, Lolita, Margot Eskens, Paul Kuhn, The Lords oder Orlando Riva Sound.
John D. Loudermilks Kompositionen überspannten einen weiten musikalischen Bereich, der zwischen Pop, Country und Rock ’n’ Roll, wie dem von zahlreichen Rockmusikern gecoverten Tobacco Road, vielerlei Musikgenres umfasste. Nach wie vor war er als Interpret weniger erfolgreich, obwohl im Laufe der Jahre viele Singles und Alben erschienen. Sein größter Hit war im Oktober 1961 Language of Love. Loudermilk entwickelte ein Faible für obskure Inhalte.

Die Loudermilk-Komposition Indian Reservation (The Lament of the Cherokee Reservation Indian) entwickelte sich im Laufe der Jahre zu einem Dauerbrenner. Erstmals nahm am 9. Dezember 1959 Marvin Rainwater diese Nummer als „The Pale Faced Indian“ auf. Knapp sechs Jahre später, am 15. September 1965, machte Loudermilk für sein Album John D. Loudermilk Sings a Bizarre Collection of the Most Unusual Songs (erschienen im November 1966) eine eigene Version. Als erster griff Don Fardon den Song im Oktober 1970 auf, erreichte damit in Großbritannien einen GB-Chart Platz 3, in den USA Platz 20 und in Deutschland Platz 9 und machte ihn zum Millionenseller. Das gelang auch der Rockband Raiders, die damit nach Veröffentlichung im Februar 1971 auf Platz eins der US-Popcharts kam. Loudermilk verließ RCA Victor im Jahre 1971 und wechselte zu Warner Brothers. 1976 wurde John D. Loudermilk in die Nashville Songwriters Hall of Fame aufgenommen. 
 Für John D. Loudermilk sind bei BMI insgesamt 441 Kompositionen urheberrechtlich registriert.

## Diskografie – Singles (in Klammern Aufnahmedatum)

### Singles von John D. Loudermilk
Colonial Records:
- Sittin’ in the Balcony / A-Plus in Love (Colonial 430) (März 1957), Januar 1957
- Teenage Queen / It’s Gotta Be You (Colonial 433) (Mai 1957), April 1957
- 1,000 Concrete Blocks / In My Simple Way (Colonial 435) (Mai 1957), Juli 1957
- Asiatic Flu / That’s All I’ve Got (Colonial 436) (22. August 1957), Oktober 1957
- Somebody Sweet / They Were Right (Colonial 722) (September 1957), Januar 1958

Columbia Records:
- Susie’s House / Yearbook (Columbia 4-41165) (27. März 1958), April 1958
- Yo-Yo / Lover’s Lane (Columbia 4-41209) (27. März 1958), 14. Juli 1958
- This Cold War with You / Goin’ Away to School (Columbia 4-41247) (14. August 1958), September 1958
- The Happy Wanderer (Val-de Ri-Val-de Ra) / Red Headed Stranger (Columbia 4-41507) (27. August 1959), Oktober 1959
- Tobacco Road / Midnight Bus (Columbia 4-41562) (15. Dezember 1959), Januar 1960

RCA Victor Records:
- Language of Love / Darling Jane (RCA Victor 47-7938) (23. März 1961), Oktober 1961
- Thou Shalt Not Steal / Mister Jones (RCA Victor 47-7993) (9. Januar 1962 / 6. Juli 1961), Februar 1962
- Calling Dr. Casey / Oh, How Sad (RCA Victor 47-8054) (19. Juli 1962), Juli 1962
- Road Hog / Angela Jones (RCA Victor 47-8101) (26. April 1962 / 28. März 1961), Oktober 1962
- Bad News / Guitar Player (RCA Victor 47-8154) (18. Januar 1963), März 1963
- Blue Train (Of the Heartbreak Line) / Rhythm And Blues (RCA Victor 47-8308) (17. April 1961), Februar 1964
- Th’ Wife / Nothing to Gain (RCA Victor 47-8389) (24. Oktober 1963), Juli 1964
- That Ain’t All / Then You Can Tell Me Goodbye (RCA Victor 47-8579) (21. Oktober 1963), Mai 1965
- Silver Cloud Talkin’ Blues / Run On Home, Baby Brother (RCA Victor 47-8826) (8. Februar 1966 / 24. Oktober 1963), April 1966
- You’re the Guilty One / I Hear It Now (RCA Victor 47-8973) (15. September 1965 / 8. Februar 1966), Oktober 1966
- It’s My Time / Bahama Mama (RCA Victor 47-9189) (Februar 1967), Mai 1967
- The Old Folks of Okracoke / Sidewalks (RCA Victor 47-9592) (Mai 1968), August 1968
- Brown Girl / The Jones’  (RCA Victor 74-0121) (20. Oktober 1965 / November 1968), Februar 1969

Warner Brothers:
- Lord Have Mercy / When I Was Nine (WB 7489) (Februar 1971), Mai 1971

Music Is Medicine Records:
- Every Day I Learn a Little More About Love / What Would It Take (#002), 1979

### Auswahl der Kompositionen für andere Interpreten
- 1956 – A Rose and a Baby Ruth (George Hamilton IV.)
- 1957 – Sittin’ in the Balcony (Eddie Cochran)
- 1959 – Waterloo (Stonewall Jackson mit Marijohn Wilkin)
- 1961 – Ebony Eyes (Everly Brothers)
- 1961 – Top 40, News, Weather and Sports (Mark Dinning)
- 1962 – Sad Movies Always Make Me Cry (Sue Thompson)
- 1963 – Talk Back Trembling Lips (Ernest Ashworth und Johnny Tillotson)
- 1963 – Bad News (Johnny Cash) und (Boxcar Willie)
- 1963 – Abilene (George Hamilton IV., Waylon Jennings)
- 1964 – Tobacco Road (The Nashville Teens, War, Lou Rawls, David Lee Roth, Edgar Winter)
- 1968 – I Wanna Live (Glen Campbell)
- 1968 – Then You Can Tell Me Goodbye (Casinos – Eddy Arnold)
- 1968 – It’s My Time (Everly Brothers)
- 1969 – Indian Reservation (Don Fardon) und (The Raiders)
- 1973 – Blue Train (George Hamilton IV.)
- 1978 – Break My Mind (Vern Gosdin)